# 若笠乡
若笠乡，是中华人民共和国甘肃省白银市靖远县下辖的一个乡镇级行政单位。2005年1月，曹岘乡并入若笠乡。

## 行政区划
若笠乡下辖以下地区：
四岘村、米塬村、双和村、升阳村、皮袋湾村、若笠村、郭湾村、中塬村、曹岘村、牛庄村和周扬村。